# Kiedyś będziesz moja
Kiedyś będziesz moja – utwór zespołu Ira pochodzący z debiutanckiej płyty IRA. Został zamieszczony na pierwszej pozycji na krążku. Utwór trwa 3 minuty i 28 sekund.
Kompozytorem utworu był gitarzysta zespołu Kuba Płucisz, a tekst napisał Andrzej Senar. Brzmienie utworu utrzymane jest w rockowym, średnio-szybkim tempie. Piosenka posiada także solówkę gitarową. Utwór, podobnie jak i cała płyta, nie odniósł żadnego znaczącego sukcesu, piosenka grana była jedynie na trasie promującej płytę IRA, oraz na trasie po byłym ZSRR na przełomie kwietnia i maja 1990 roku. Od tamtej pory utwór nie jest w ogóle grany na koncertach grupy.

## Muzycy
- Artur Gadowski – śpiew, chórki
- Wojtek Owczarek – perkusja, chór
- Kuba Płucisz – gitara, chór
- Dariusz Grudzień – gitara basowa, chór
- Tomasz Bracichowicz – instrumenty klawiszowe